# Àcid gliconucleic
L'àcid gliconucleic (en anglèsGlycol nucleic acid, abreujat com GNA) és un polímer similar a l'ADN i ARN. No es coneix que ocorri de manera natural.
Els 2,3-dihidroxipropilnucleòsids anàlegs van ser preparats per Ueda et al. (1971). La columna del GNA està composta per la repetició d'unitats de glicerol en canvi l'ADN i RN es componen de desoxiribosa i ribosa respectivament. És possiblement els més simple dels àcids nucleics i això el fa hipotèticament el precursor de l'ARN.